# Hello! Project
Hello! Project (ハロー!プロジェクト, Harō! Purojekuto) é a coleção de artistas (ídolos) pertencente a Up-Front Group. Morning Musume são o grupo principal do Hello! Project. Para além dos grupos de dos artistas a solo, o Hello! Project tem também grupos especiais.
Em 2006, o Hello! Project foi dividido em dois grupos o Elder Club e o Wonderful Hearts, ambos teriam concertos divididos no Inverno e no Verão e, no fim, tinham um concerto juntos. No entanto, em Outubro de 2008 foi anunciado que todos os membros do Elder Club iriam graduar do Hello! Project a 31 de Março de 2009.
Atualmente, o Hello! Project tem os grupos Morning Musume, Angerme, Juice=Juice, Beyooooonds, Camellia Factory e Ocha Norma, além de trainees, soloistas e animadores.

## História
Em 2007, Hello! Project começou a audição "Taiwan H.P. New Star", com o objectivo de recrutar novos membros da Tailandia para integrarem o Hello! Project. Como resultado da audição, surgiu o grupo Ice Creamusume que consistiu em 6 candidatos da audição. Mais tarde, Tsunku anunciou também, que outras duas concorrentes, que ele afirmara não poderem ficar no grupo por serem muito novas, formaram o duo Ojousama.
A 19 de Outubro de 2008, Hello! Project anunciou que todos os membros do Elder Club iriam graduar no dia 31 de Março de 2009.
No dia 1 de Fevereiro de 2009, na Yokohama Arena, Hello! Project fez o maior concerto de sempreHello! Pro Awards '09: Elder Club Graduation Special (決定！ハロ☆プロアワード’０９　～エルダークラブ卒業記念スべシャル～, Kettei! Hello Pro Awards '09 ~Elder Club Sotsugyō Kinen Special~); Com 21 grupos e 72 membros. Nozomi Tsuju antigo membro das Morning Musume actuou nesse concerto após um ano e 9 meses, depois de se ter casado com o actor Taiyō Sugiura a Junho de 2007 e ter dado à luz da sua filha, Noa, em Novembro. Durante esse concerto Yuko Nakazawa passou o testemunho de líder do Hello! Project para a líder das Morning Musume Ai Takahashi.
Em Fevereiro de 2009, foi anunciado que o Hello! Project realizaria uma audição na Coreia do Sul.

## Membros actuais
| - Morning Musume - Angerme - Juice=Juice - Camellia Factory - BEYOOOOONDS - Chica#Tetsu - Ame no Mori Kawa Umi - SeasoningS - Ocha Norma - Sayumi Michishige - Chinami Tokunaga - Risako Sugaya - Si☆Na | - Jang Da Yeon - Park Cho-a |

## Antigos membros e grupos

### Graduação
No Hello! Project o termo Graduação (卒業, sotsugyō)’’’ designa a saída de um membro do grupo com uma cerimônia. A graduação não significa que o membro tenha que abandonar, efectivamente o Hello! Project, o membro que gradue pode juntar-se a um outro grupo ou tornar-se uma cantora a solo. Quando um membro sai do Hello! Project Egg, significa que este deixou de estar em treino e pode fazer a sua aparição como artista.